# Distrito de Kantemirovski
Distrito de Kantemirovski (em russo:  Кантеми́ровский райо́н, transl. Kantemirovski raion) é um distrito (dos raions) administrativo e municipal.  Um dos trinta-dois  do Oblast de Voronezh, na Rússia. Ele está localizado no sul do oblast. A área do distrito é 2 348 quilômetro quadrados (910 sq mi).[carece de fontes?]
Seu centro administrativo é a localidade urbana (um interior de tipo de assentamento) de Kantemirovka. População: 38,081 (Censo De 2010);   41,808 (Censo 2002); 42,947 (Censo 1989). A população de Kantemirovka contas para 31,4% do distrito população total.